# カバル・ラハリヤ
カバル・ラハリヤ (日本語訳: ニュースの波) はインドの新聞である。ブンデーリー語、アワディー語、バッジカ語など、ヒンディー語のさまざまな地方言語で出版されている。ニューデリーに拠点を持つ、ジェンダーと教育に重点を置く非政府組織 ニランターによって創刊された。当初は女性専用の出版物と見られていたが、現在は地元の政治ニュースや犯罪報道、社会問題、エンターテインメントなどを扱い、そのすべてをフェミニスト的視点から報道する。2012年9月時点で、全版を合わせた総印刷部数は約6,000部、推定読者数は20,000人とされる。デジタル化されて以来、その影響力は大幅に拡大した。

## 流通と広がり
カバル・ラハリヤは、カヴィタ・デヴィ(CEO)とミーラ・ジャタヴ(編集長)が2002年に設立した8ページの週刊地方紙である。創刊号は2002年5月、ウッタル・プラデーシュ州チトラクート県カルウィの町で、ヒンディー語の方言であるブンデーリー語で発行された。2012年には、ウッタル・プラデーシュ州マホーバー県、ラクナウ県、ヴァーラーナシー県からそれぞれブンデーリー語、アワディー語、ボージュプリー語の新聞を創刊した。ビハール州シタマリー県から発行されるバッジカ語版と、ウッタル・プラデーシュ州バーンダーから発行されるブンデーリー語版もある。2012年9月時点で、ウッタル・プラデーシュ州とビハール州の約600の村で販売され、全版を合わせた総印刷部数は約6,000部、推定読者数は2万人。
カバル・ラハリヤのウェブサイトは、2013年2月13日にムンバイで開設された。ウェブサイトでは、印刷版とほぼ同様の内容を掲載するほか、優れた記事をキュレーションして再掲載している。発行地域の地域言語でコンテンツを入手できる唯一のウェブサイトでもある。ウェブサイトの記事の一部は英語でも読めるようになっている。
2016年から、ビデオチャンネルを立ち上げ、動画形式でニュースを報道するデジタルフォーマットに大きく転換した。
現在では、主にウッタル・プラデーシュ州を中心としたインドの地方部の記事を扱うデジタルメディアを運営している。デジタル化の結果、リーチを大幅に拡大した。
カバル・ラハリヤは、読者コミュニティの支援により、2002年の地方紙から、2013年には独自のウェブサイトを開設し、2019年には独自の購読モデルであるSound, Fury and 4Gを立ち上げるまでに成長した。

## 特徴
この新聞の知的活動は、地方部の40人の女性ジャーナリスト集団によって行われている。執筆、編集、制作、配布、販売のすべてを、被差別部族、ダリット、ムスリムなど、不利な立場にあるコミュニティ・地方の女性たちが担っている。女性記者が、新聞の編集、制作、配布、販売も行う。編集長のミーラ・ジャタヴは、2002年の創刊以来、カルウィで仕事をしている。地元のスキャンダルを暴くことを専門とし、主に地方の読者が関心を持つようなローカルニュースを掲載しているが、国内外に広く反響を呼んでいる。女性に対する暴力、ダリットに対する差別、違法採掘作業での死亡、ヒンドゥー民族主義の台頭などの報道がその例である。

## 受賞歴
2004年、カバル・ラハリヤを発行する女性ジャーナリストグループは、Chameli Devi Jain Award for Women in Journalismを受賞した。
2009年には、ユネスコ世宗識字賞を受賞した。これを受けて、新聞を拡大する計画が立てられた。
2012年には、ジェンダーを考慮した報道が評価され、Laadli Media Awardを受賞した。また同年、インドのニュース・チャンネル タイムズ・ナウより、Amazing Indian Awardを受賞した。
2013年、詩人カイフィ・アズミを記念するカイフィ・アズミ賞を受賞した。この賞は、全インド・カイフィ・アズミ・アカデミーが毎年彼の命日に授与しているものである。
2014年、カバル・ラハリヤのウェブサイトは、ドイツのボンで開催されたベスト・オブ・ブログ年次会議において、ドイツのメディア・チャンネルドイチェ・ヴェレから、グローバル・メディア・フォーラム賞を受賞した。
2021年、カバル・ラハリヤ紙を題材にしたインドのドキュメンタリー映画『燃えあがる女性記者たち（原題：Writing with Fire）』が公開された。この映画は2021年のサンダンス映画祭などで数々の国際的な賞を受賞したほか、第94回アカデミー賞では長編ドキュメンタリー賞にノミネートされた。
2021年6月、国際女性メディア財団より、「ニュース制作が長い間、男性、上位カースト、政治的につながりのある人たちばかりであったという現状を打破し、疑問を投げかけている」として、勇気賞を受賞した。